# Ctenocolletes nigricans
Ctenocolletes nigricans is een vliesvleugelig insect uit de familie Stenotritidae. De wetenschappelijke naam van de soort is voor het eerst geldig gepubliceerd in 1985 door Houston.